# Fiestas de Beas de Segura
Fiestas de Beas de Segura, España, son variadas, de distinto género y durante todo el año.

## Iluminarias
San Antón: El 17 de enero, es el patrón y protector de los animales. Al haber estado ligada Beas con la ganadería, este día se les daba descanso a los animales y se les doblaba su ración de comida. Había costumbre -que ya se ha perdido, desde hace muchos años- del "gorrino de San Antón", que suelto por las calles a su antojo y placer, los vecinos le daban de comer y, llegado este día, el cerdo se sorteaba.
La noche del 16 de enero, es tradición encender iluminarias, aún subsisten algunas lumbres, pero poco a poco se va perdiendo esta tradición.
La Virgen de la Paz: La víspera del día de la virgen de la Paz, el 23 de enero, se encienden multitud de lumbres por el pueblo en honor a la virgen, juntándose en familia o entre amigos, se pasa gran parte de la velada junto a las lumbres, festejando y degustando pitanzas de morcillas, chorizos, patatas asadas, y bebidas como cerveza, vino, cuerva y mistela. Siendo costumbre que el ayuntamiento encienda una lumbre en el paseo, dándose cita todo el que quiera asistir.
La Candelaria: El 2 de febrero, víspera de San Blas, se tenía costumbre de encender lumbres por el pueblo, pero esta tradición se ha perdido desde hace años, al igual que la degustación de las tortas de la Candelaria. En los pueblos de alrededor aún se mantiene.

## Fiestas en honor a la Virgen de la Paz

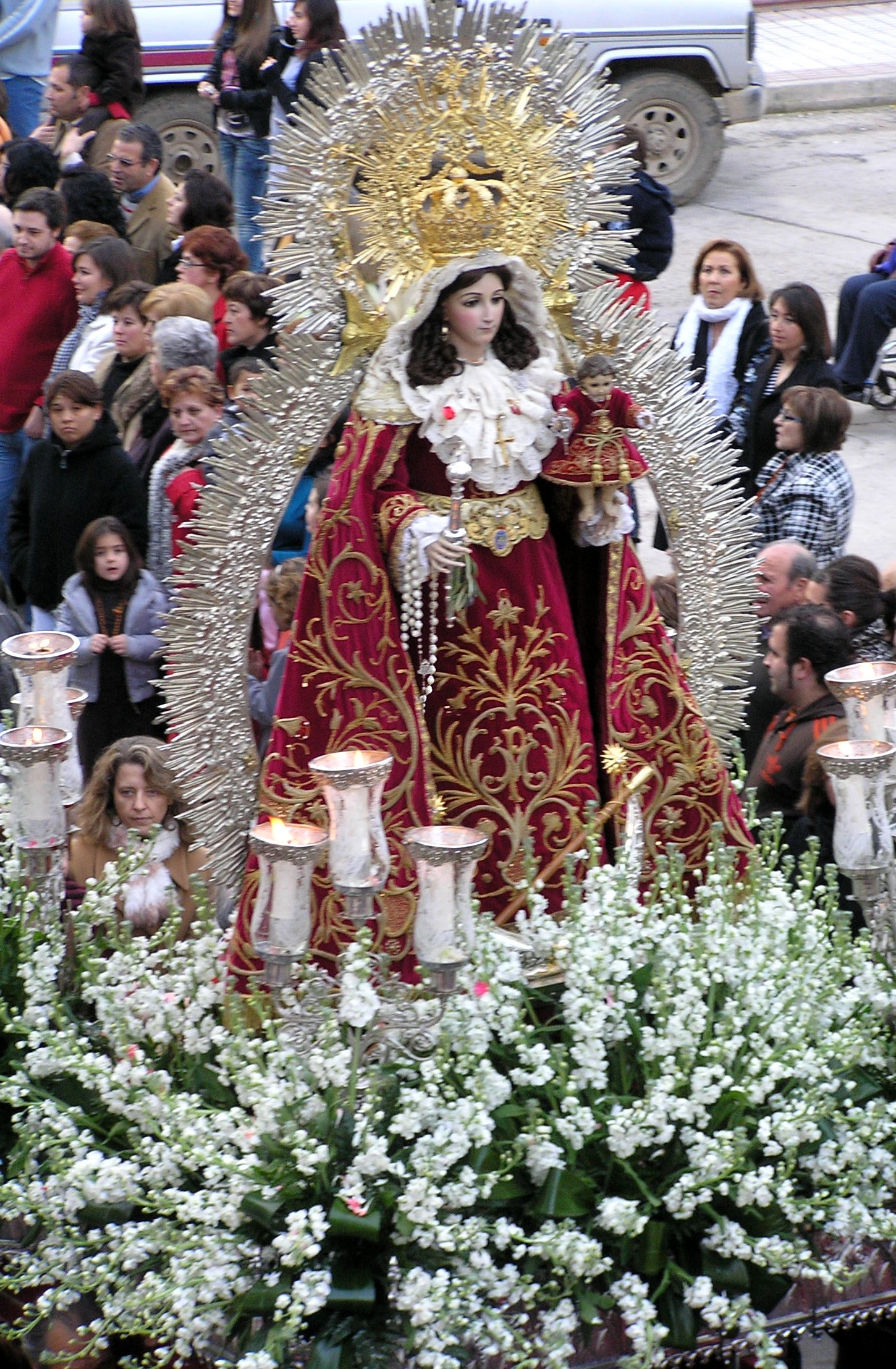
Procesión de la Virgen de la Paz el día 24 de enero.

Las fiestas en honor a la virgen de la Paz en Beas de Segura son relativamente recientes, ateniéndose a que el 23 de noviembre de 1810 fue incendiada la iglesia parroquial y con ella la patrona del pueblo, que era Nuestra Señora de Gracia. En  el transcurrir de los años, la devoción fue echada en olvido. 
No es hasta el 16 de septiembre de 1873, cuando quedó inaugurada la ermita de la Villa, con advocación a la Virgen de la Paz, haciéndose al mismo tiempo estatutos y saliendo la Virgen en procesión ese mismo día, aunque años más tarde se trasladó la procesión al 18 de septiembre. La imagen permanecía en la ermita todo el año, excepto del 17 al 24 de enero, que se trasladaba a la parroquia para celebrar la novena y el día 24 la procesión y, en terminando, quedaba de nuevo en la ermita. En el mes de mayo volvía a la parroquia, celebrándose en su honor el mes de las flores, volviendo de nuevo el 31 de mayo a la ermita. En el año 1971, siendo párroco D. Lorenzo Estero López, dado el estado de ruina que presentaba la ermita, decide trasladar a la Virgen a la parroquia. La ermita ya está restaurada.
El 24 de enero, día de la Virgen de la Paz, se celebra en la ermita de la villa una misa en honor a la virgen y después es sacada en procesión por el pueblo, para regresar de nuevo a su ermita en la Villa.

## Carnaval
El Carnaval en Beas data de muy antiguo, ya en el siglo XIX lo hacían con representaciones de murgas –dar la murga- y chirigotas, con parodias que cantaban por el pueblo.
Consta que en el primer tercio del siglo XX imprimían las letrillas y las distribuían entre los vecinos. Así en 1901, la gran parodia de luceros “Luceros sin luz”, en la que tomaron parte luceros cuadrúpedos. En 1932, la murga de “los bailadores”.
El Carnaval se celebra los tres días que preceden a la Cuaresma. Algunos vecinos se agrupan en comparsas y chirigotas por las calles cantando los estribillos que componen, normalmente formados por cuatro versos con rimas asonantes, aunque en la mayoría de los casos no se respeta el número de sílabas ni de rimas. A partir de los años 30, las primeras coplas empezaban con un saludo al alcalde, como en estas composiciones:

El Carnaval desaparece en Beas en la etapa franquista y vuelve a resurgir con la Democracia. Se disfrazan en grupos o individualmente y se sale el sábado anterior más próximo a la Cuaresma. Patrocinado por el Ayuntamiento de Beas, se hace un concurso en el que se dan premios a la mejor actuación de comparsa, al mejor disfraz o individuales.

## Fiestas en honor a San Marcos

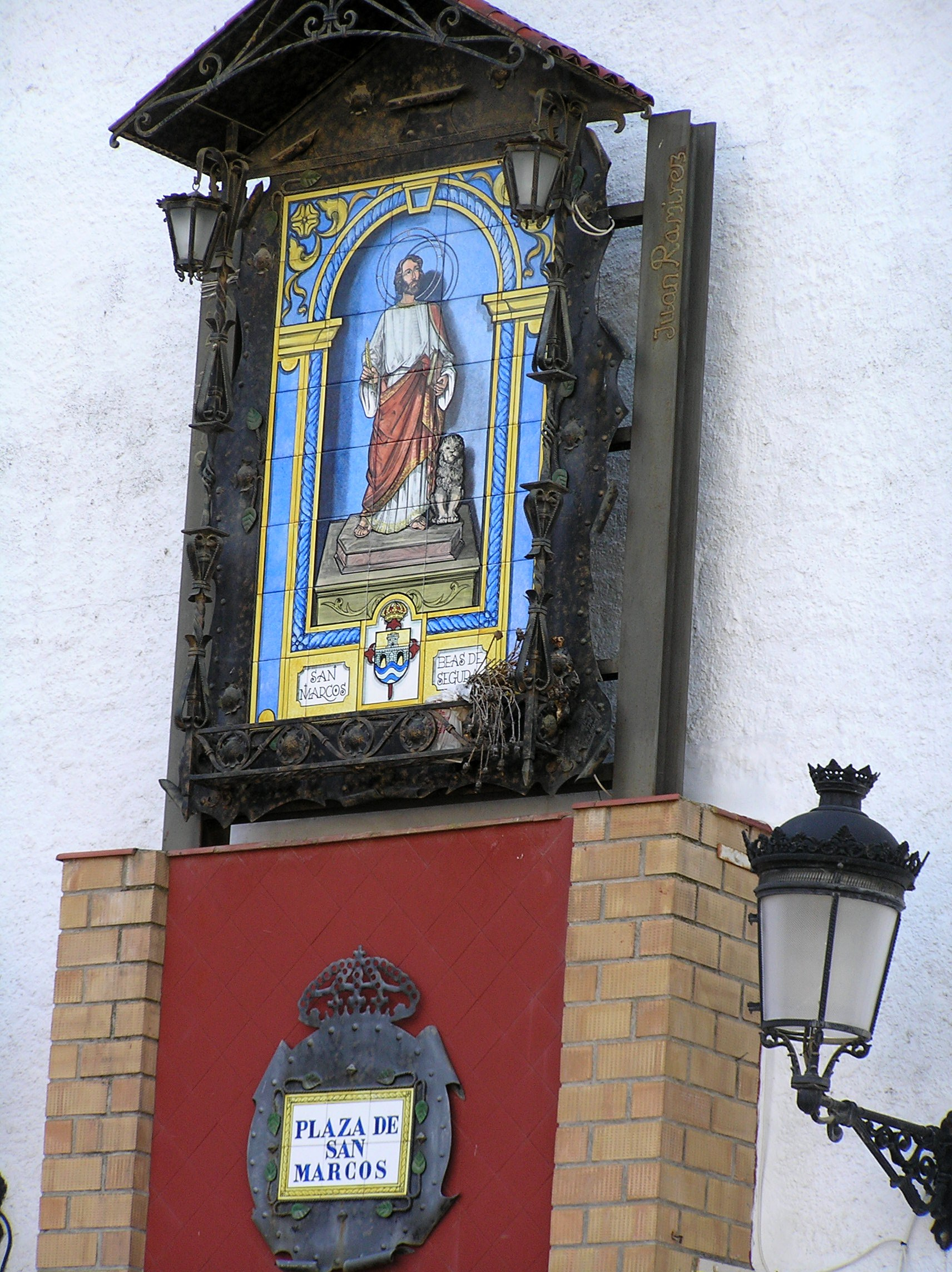
Plaza de San Marcos y hornacina con el santo.
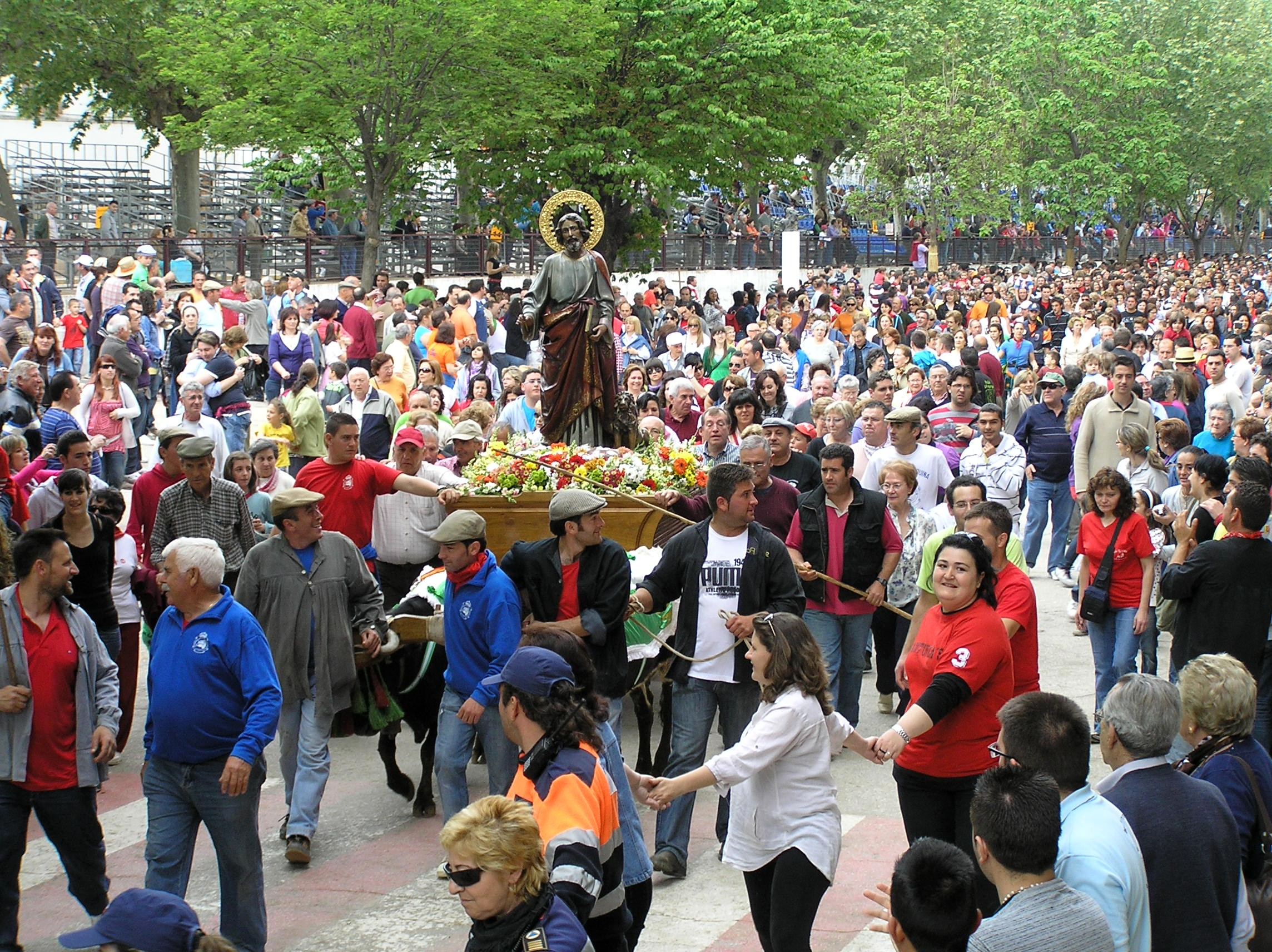
Procesión de San Marcos, el 25 de abril.
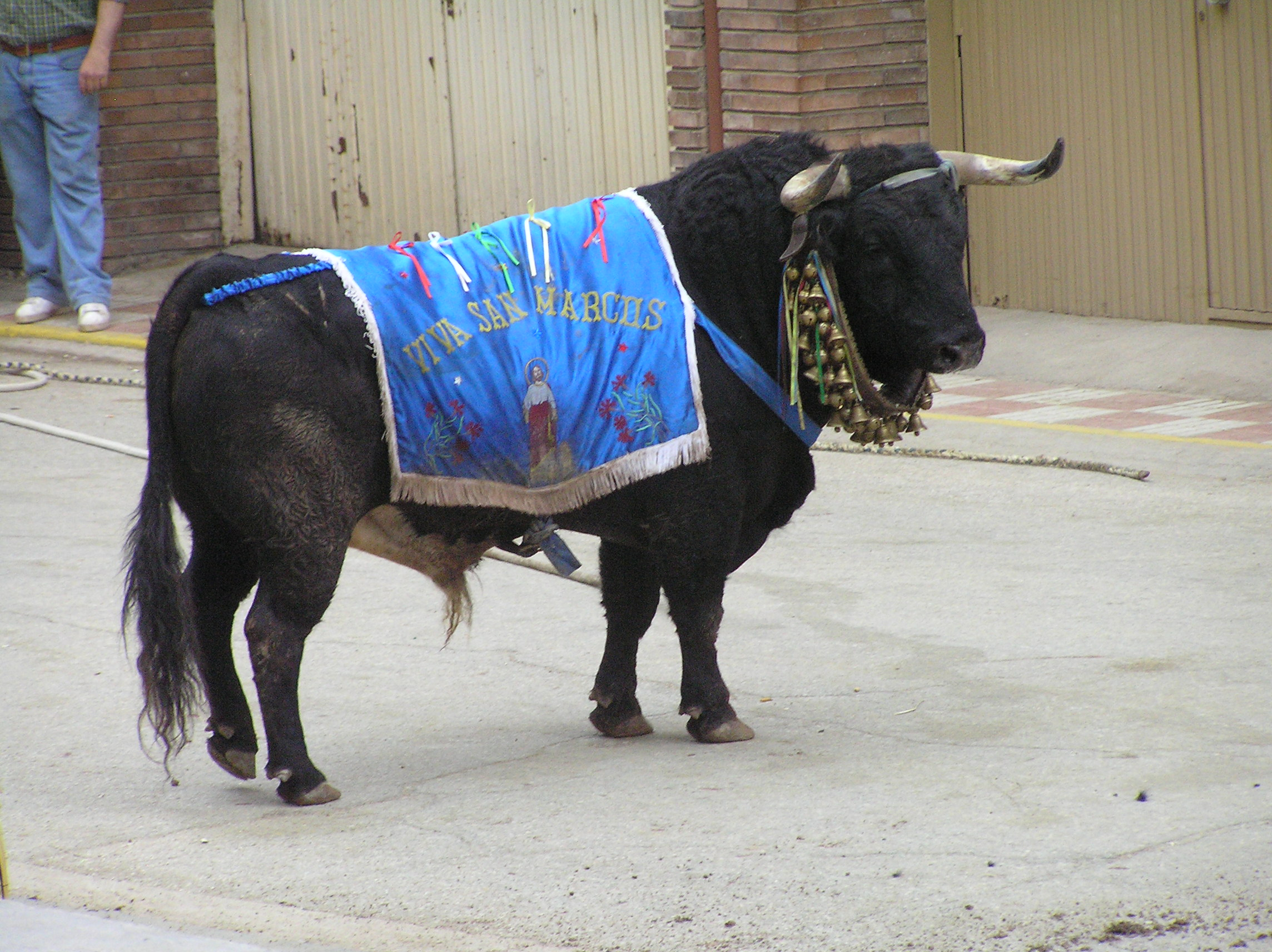
Toro engalanado en San Marcos.
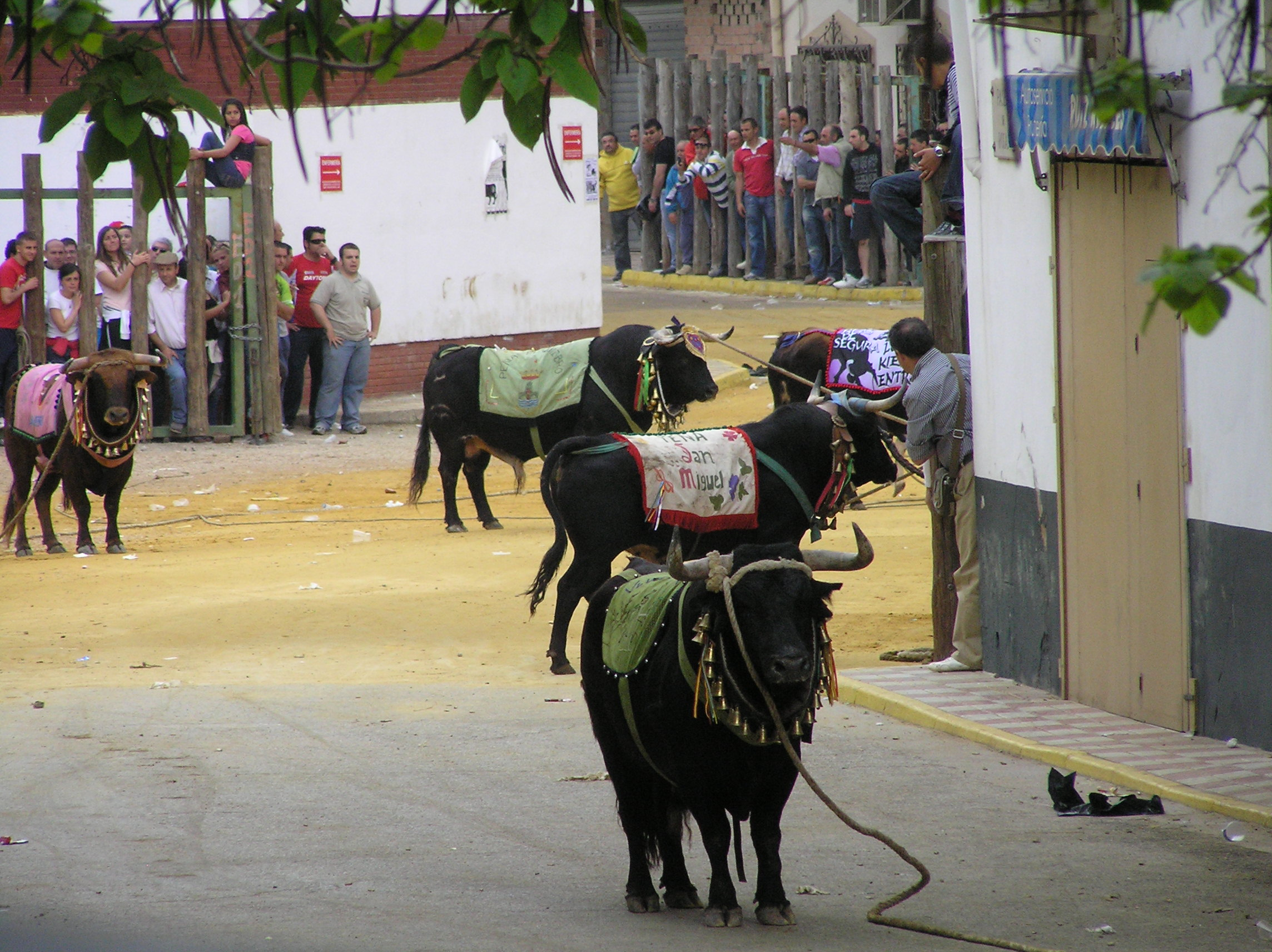
Varios toros "ensogaos" y engalanados en la Plaza de San Marcos.

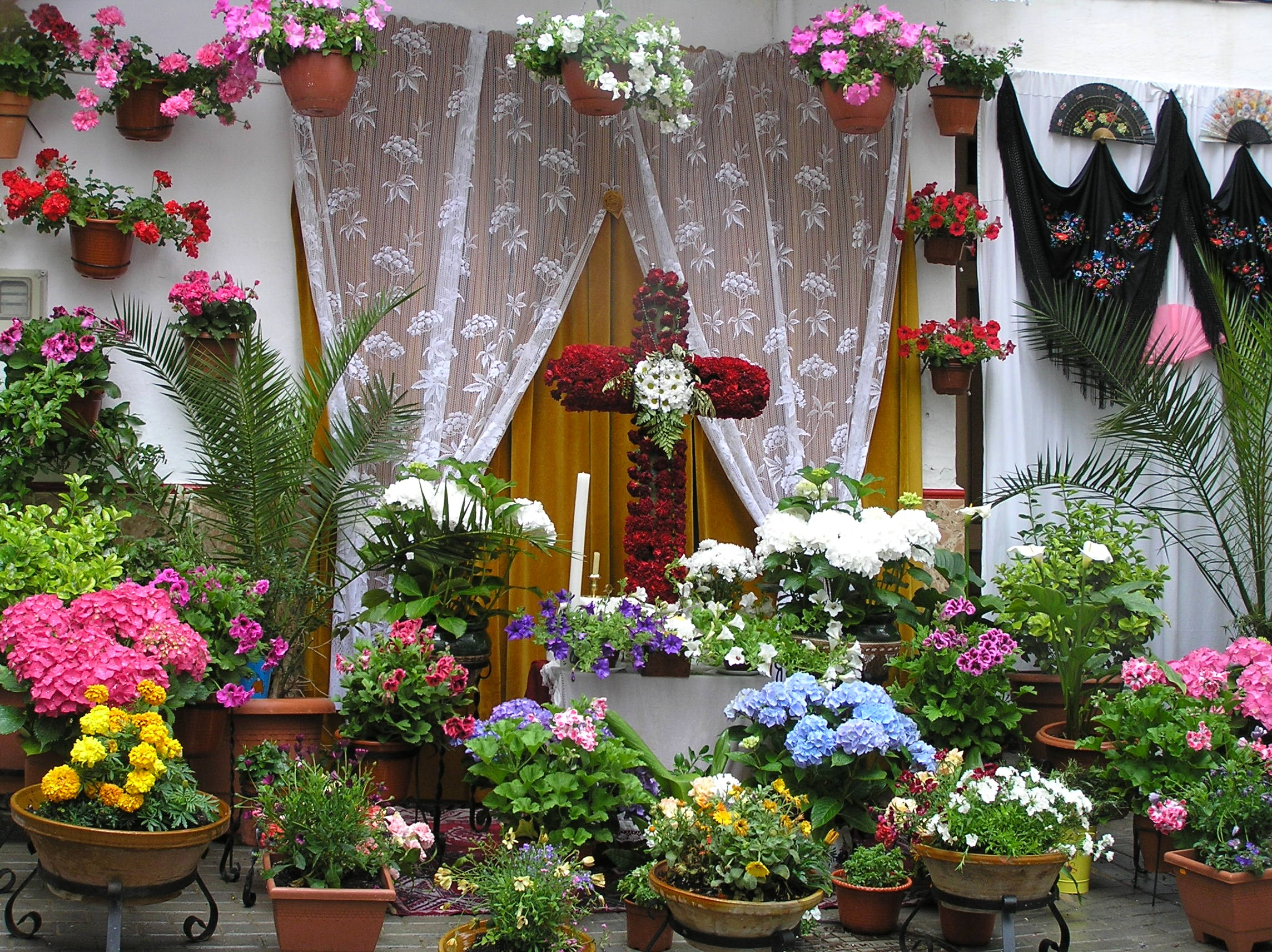
Cruz vestida en mayo.

## Romería de la Virgen de la Paz
Esta romería empezó a hacerse en el año 2007, el 1 de mayo, por iniciativa del pasado párroco de Beas, D. Luis Juan Gallardo Anguita. La Virgen de la Paz es trasladada al paraje de "Linarejos" en la zona de "La Era de la Hermandad" y allí se ofrenda una misa concelebrada y después los asistentes se reúnen en familias, amigos y peñas y pasan el día en buena armonía. Desde sus inicios, en tan solo cuatro años, la romería está tomando cada año mayor auge.
En Beas se mantiene la tradición de subir ofrendas de flores durante todo el mes de mayo a la Cruz de los Trabajos, lugar que según la tradición paraba San Juan de la Cruz a meditar y ejercer trabajos espirituales, cuando venía a visitar a las monjas de Beas, desde la ermita del Calvario. Esta cruz estaba ubicada por encima del canal y fue profanada el 18 de agosto de 1932, y al final de la guerra civil española se volvió a colocar en su sitio.
El vestir las cruces con flores es una tradición de antaño, que se sigue haciendo por los vecinos del pueblo. Antes en La Cruz de los Tinteres, situada en la salida de la calle Palomares, se iba en procesión el 3 de mayo para la bendición de los campos. Esta cruz fue quitada de allí, tras la construcción del Instituto en el año 1971. El 1 de mayo se vestía la cruz de la Pasión, en el domicilio particular del hermano mayor de la cofradía de Jesús Nazareno, para el día 3 de mayo salir procesionada a la parroquia para celebrar su fiesta.
Una tradición perdida es el cantar Los Mayos, que antes se hacían la noche del 30 de abril.

## Fiestas de San Juan
La fiesta de San Juan en Beas de Segura es muy antigua, ya en el siglo XVI existía la ermita de san Juan, reuniéndose allí los hermanos el 24 de junio de cada año. Se intercedía contra las epidemias del ganado y era patrón de los tejedores, tratándose más bien de una hermandad que de una cofradía. Tenían sus propias ordenanzas y estatutos que desaparecen cuando invadieron los franceses el pueblo y años más tarde, con la desamortización de Mendizábal, fue expropiada la ermita. La hermandad también desaparece y no es hasta 1882 cuando se forma de nuevo como cofradía, esta vez por comerciantes principalmente. Se hacen nuevos estatutos, se nombran cofrades mayores y se recupera la romería, empezándose a hacer en el barrio de san Juan. En 1936 vuelve a desaparecer hasta 1943, y en los años 60 se pierde, solo queda que los vecinos del barrio la celebraban agasajando a los que suben allí ese día. 
En 1990 vuelve a formarse de nuevo la cofradía, esta vez con más fuerza. Se celebra el fin de semana más próximo a su onomástica. La cofradía organiza los eventos: se saca a san Juan en procesión a su barrio, allí se dice misa, luego se degustan rosquillos de aguardiente y mistela, obsequiados por la cofradía, se hacen verbenas y otros eventos a beneficio de la cofradía.

## Feria y fiestas en honor a la Virgen de la Paz
Se celebra del 17 al 20 de septiembre. Empezó desarrollándose en torno a la agricultura y la ganadería, ejes principales del soporte del pueblo. Se trataban asuntos de aparcería, que se corroboraban para san Miguel, coincidiendo con el final del año agrícola. También se vendían o intercambiaban productos del campo y artesanos. En el talante ganadero, se hacía una feria de ganado -que se perdió en la década de los 70-, donde se trapicheaban, vendían o cambiaban animales. Era típico el 14 de septiembre, día de la Exaltación de la Santa Cruz, bailar Los Cristos, coincidiendo con el Cristo de la Vera Cruz, en vísperas de la feria, tradición que ha resurgido. La feria de antes comenzaba con una amenizada diana, después se degustaban los característicos buñuelos y churros, mojados en chocolate, acompañando con mistela o aguardiente. La banda de música de Beas amenizaba con sus pasacalles a chicos y grandes y por la tarde las corridas de toros que se hacían en la desaparecida plaza de toros, con grandes figuras del toreo como Marcial Lalanda. Los bailes y las verbenas fueron en aumento, llegando a venir artistas desde Rocío Jurado hasta Víctor Manuel. La feria va evolucionando conforme a los tiempos y adaptándose a nuestros días. Señalado es el desfile de gigantes y cabezudos todas las mañanas, acompañado por la Banda de Música del Centro Cultural Musical Santa Cecilia de Beas de Segura. El primer día al anochecer se procede a la inauguración oficial del alumbrado, continuando con los fuegos artificiales –castillo pólvora- y acaba con la verbena todas las noches de la feria. En la Avenida del Mercado se instalan las diferentes casetas y atracciones, y en el Parque los diversos puestos de turrones, artesanía y otros. El 18 de septiembre es el día principal de la feria, por la mañana se hace un concurso exhibición de caballos y por la tarde se dice misa en honor a la virgen de la Paz, y luego sale en procesión por el pueblo. Durante el transcurso de la feria se desarrollan diferentes actos culturales, destacando la competición de Bolos Serranos.